# 孔布
孔布（法語：Combes，法語發音：[kɔ̃b]）是法国埃罗省的一个市镇，属于贝济耶区。

## 地理
孔布（43°36'12"N, 3°2'48"E）面积10.97 平方千米，位于法国奧克西塔尼大區埃罗省，该省份为法国南部沿海省份，南濒地中海，西南接奥德省，西北接塔恩省和阿韦龙省，东北与加尔省接壤。
与孔布接壤的市镇（或旧市镇、城区）包括：奥尔布河畔科隆比耶尔、拉马卢莱班、奥尔布河畔勒普若勒、罗西、托萨克拉比利耶尔。

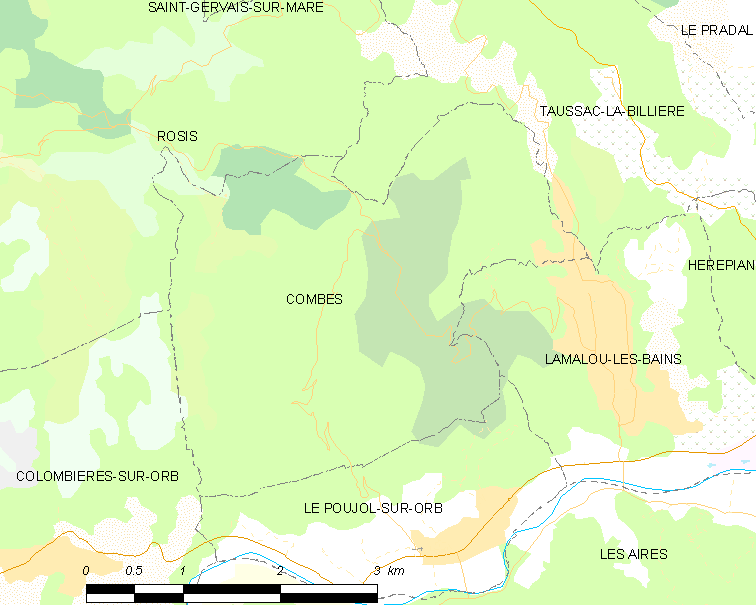
孔布的OSM定位图

孔布的时区为UTC+01:00、UTC+02:00（夏令时）。

## 行政
孔布的邮政编码为34240，INSEE市镇编码为34083。

## 政治
孔布所属的省级选区为克莱蒙莱罗县。

## 人口

1962-2008年间孔布人口变化图示

孔布于2022年1月1日时的人口数量为321人。